# Concord Township (comté de Clinton, Missouri)
Pour les articles homonymes, voir Concord Township.
Concord Township est un ancien township  du comté de Clinton dans le Missouri, aux États-Unis,. 
Il est probablement baptisé en référence aux batailles de Lexington et Concord.

## Source de la traduction
- (en) Cet article est partiellement ou en totalité issu de l’article de Wikipédia en anglais intitulé « Concord Township, Clinton County, Missouri » (voir la liste des auteurs).